# 奥拉斯·韦尔内

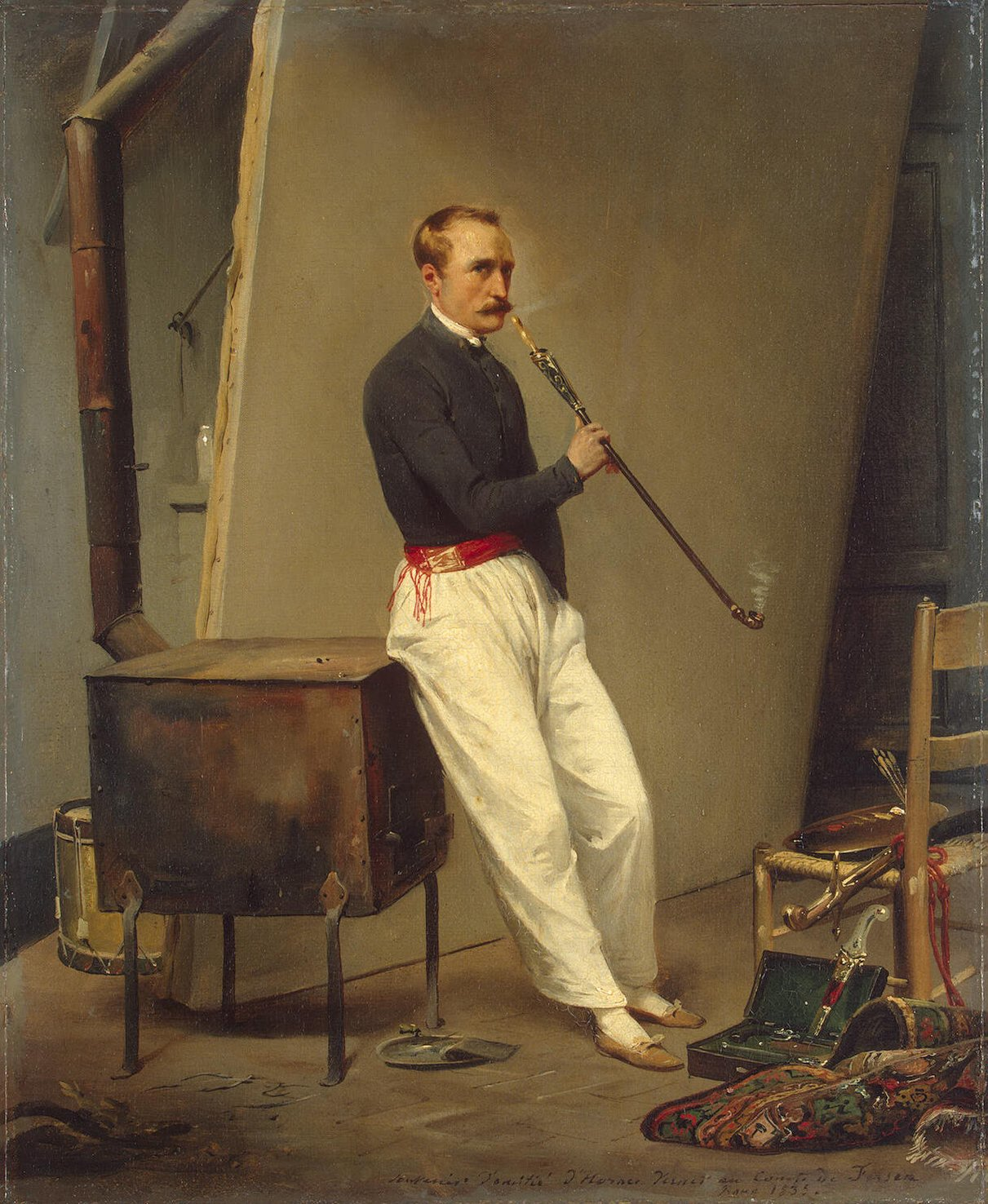
一副创作于1835年的奥拉斯·韦尔内肖像画

埃米尔·让-奥拉斯·韦尔内（法語：Émile Jean-Horace Vernet，法語發音：[emil ʒɑ̃ ɔʁas vɛʁnɛ]；1789年6月30日—1863年1月17日），法国画家，擅长战争、历史以及东方主义题材绘画。

## 早年生活
奥拉斯·韦尔内生于法国巴黎的一个绘画世家，其父亲卡尔·韦尔内（Charle Vernet）以及爷爷克洛德·约瑟夫·韦尔内均是知名画家。奥拉斯·韦尔内1811年成婚，并从父亲那里学习了许多绘画技艺。

## 艺术生涯
奥拉斯·韦尔内在艺术生涯早期就背弃了传统的法国古典主义画派的艺术风格，其绘画充满浪漫主义及自然主义色彩。他擅长描绘战争场景以及历史题材，在法国波旁复辟时期受到瞩目。
1829年至1835年，奥拉斯·韦尔内被任命为位于意大利罗马的法国艺术学院（French Academy in Rome）的主任。 在他漫长的艺术生涯中，接受了众多重要的绘画作品订单，而法国国王路易-菲利普一世是其重要客户之一。而奥拉斯·韦尔用了3年时间为法国的凡尔赛宫制作绘画作品。
1863年，奥拉斯·韦尔内于法国巴黎去世。

## 延伸阅读
- Dayot, Armand (1898). Les Vernet : Joseph--Carle--Horace. Paris: A. Magnier.
- Harkett, Daniel and Katie Hornstein, eds, (2017). Horace Vernet and the Thresholds of Nineteenth-Century Visual Culture. Dartmouth College Press/University Press of New England.
- Ruutz-Rees, Janet E. (Janet Emily) (1880). Horace Vernet. New York: Scribner and Welford.